# Pozzo del Merro
Il Pozzo del Merro è una dolina carsica situata nelle campagne a nord di Roma, tra i Monti Cornicolani in Macchia del Barco e Macchia di Gattaceca, nel comune di Sant'Angelo Romano.
Secondo i primi studi dell'Università di Tor Vergata, non si conosce la profondità della cavità, ma solo il limite massimo a cui le misurazioni sono giunte, ovvero 392 metri. Dalla sua scoperta, infatti, le sonde calate non hanno toccato il fondo e gli studi proseguono.

## Origini del nome
Il significato del vocabolo Merro è andato perduto nella zona di Sant'Angelo Romano, ma la parola mèrro o mèro è rimasta ancora in uso in alcune parti del Lazio e dell'Abruzzo e significherebbe proprio "voragine", o "profonda dolina". Il prof. Aldo Giacomo Segre lo ricorda anche in un lavoro sulla toponomastica dei fenomeni carsici pubblicato nel 1956.

## Storia
Questa voragine è sempre stata nota ai locali. Nel 1890 compare nella descrizione di un itinerario turistico che da Roma conduce fino a Sant'Angelo Romano, ed è descritta come "una specie di voragine, nel fondo della quale si estende un laghetto ed i cui fianchi ripidissimi sono rivestiti di alberi". Ulteriori dati in libri e mappe storiche non sono stati trovati.
Le prime esplorazioni furono condotte da Aldo Giacomo Segre negli anni '40; egli stesso pubblicherà nel 1948 una dettagliata descrizione del pozzo.
Negli anni '70 l'Azienda Comunale Elettricità e Acque di Roma (ACEA), realizzò alcune strutture per la captazione della massa liquida a fini potabili. Tuttavia, man mano che l'acqua veniva pompata, la sua composizione cambiava in misura via via maggiore, divenendo sempre più ricca di zolfo. Per questo motivo l'impresa fu abbandonata già nel 1978, anche se i segni di quel tragico intervento (una rotaia metallica, tubazioni, un edificio in cemento armato adiacente alla dolina) sono tuttora ben visibili, e hanno causato danni all'ecosistema estremamente delicato. Tuttavia sempre in quel periodo, fu appurato che nel momento in cui l'Acea estraeva acqua dalla cavità del Merro, il livello di un secondo pozzo situato tra la Tiburtina e Guidonia Montecelio diminuiva perciò si può dedurre che per il principio dei vasi comunicanti, tra i due esista una connessione.
Il 12 maggio del 2007, Stefano Makula, famoso apneista italiano, a 52 anni s'immerse nel Pozzo del Merro, toccando i 48 metri di profondità al termine di una serie di immersioni. Fu il primo record mondiale di apnea in una cavità carsica con diramazioni e grotte laterali. Queste discese permisero ad una squadra di fisiologi, patologi, neurologi, psicologi e medici iperbarici di collezionare campioni di sangue e di saliva molto particolari, sia di Makula che di alcuni sommozzatori impegnati nel progetto.
L'accesso al pozzo è tuttora interdetto per motivi di sicurezza, a causa dell'elevato rischio di crollo delle rocce e per la fragilità del suo ecosistema dal punto di vista scientifico.

## Geologia e territorio

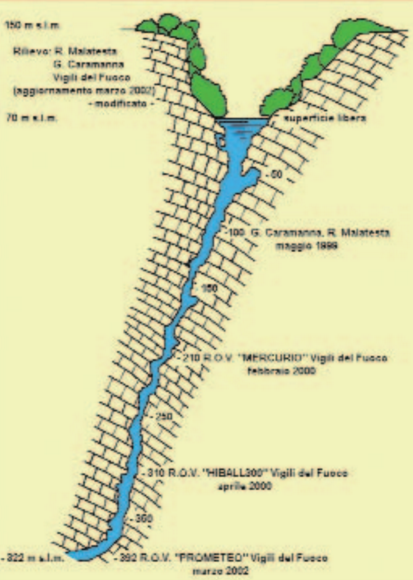
rilievo grafico del pozzo realizzato in seguito alle esplorazioni effettuate

Il Pozzo del Merro è ubicato nella frazione "Selva" nel comune di Sant'Angelo Romano, tra i Monti Cornicolani, in una regione compresa tra il Tevere e l'Aniene a circa 30 km a nord-est di Roma. È inserito nella Riserva Naturale della Macchia di Gattaceca e Macchia del Barco. Il territorio che lo circonda è ricco di fenomeni carsici come cavità, grotte e fossi. Tra i più famosi fenomeni in questa zona vi sono anche il "Pozzo Sventatore", la "Grotta di Fossavota" e lo "Sventatoio di Poggio Cesi". L'urbanizzazione che invade l'area adiacente al pozzo può avere avuto delle ripercussioni sui suoi aspetti idrogeologici.
Le rocce in cui è impostato il pozzo sono della "paleopiattaforma" che nel mare tropicale Giurassico, si estendeva per tutto il Centro Italia; oltretutto, alcuni scavi del 2007 hanno riportato alla luce dei reperti geologici dello stesso periodo. Si sa tuttavia poco della struttura di questo biotipo.
La voragine si apre sul piano di una campagna a 150 m s.l.m., con una bocca circolare imbutiforme di circa 150 m di diametro che sprofonda per circa 80 metri, dove raggiunge il laghetto a quota 70 m s.l.m. La caratteristica più sorprendente e famosa di questa cavità è appunto la presenza di un lago, con un diametro di circa 30 m, il che può far pensare alla possibile presenza di torrenti sotterranei carsici che si collegano anche con il bacino delle Acque Albule di Tivoli. Le prime indagini effettuate stimavano la profondità del lago tra i 70 e gli 80 m. In seguito furono condotte immersioni scientifiche speleo-subacquee da Giorgio Caramanna e Riccardo Malatesta, i quali riuscirono a raggiungere la profondità di 100 m; successivamente la profondità del lago fu esplorata dai Nuclei Sommozzatori dei Vigili del Fuoco delle città di Roma, Grosseto, Viterbo e Milano, mettendo a disposizione dei robot sottomarini ROV (Remote Operated Vehicle, sottomarino a comando remoto) dotati di telecamere a colori e pinze manipolatrici. Nel marzo del 2002, il ROV "PROMETEO", arrivò fino a 392 metri (limite operativo del robot) senza riuscire ad individuare il fondo con assoluta certezza. Questo rende il Pozzo del Merro il secondo sinkhole più profondo del mondo (dopo l'Abisso Hranice, Repubblica Ceca, profondo 404 metri) e per questo viene considerato dagli studiosi che hanno attivato in loco degli studi un monumento naturale, anche se lo Stato non lo ha ancora dichiarato tale.
La voragine è un eccezionale esempio di erosione chimica inversa: l'acqua della falda profonda presente all'interno dell'idrostruttura cornicolana, arricchita da apporti locali di fluidi geotermici profondi chimicamente aggressivi, corrode il substrato calcareo dal fondo, innescandone la dissoluzione con formazione di articolati sistemi carsici attivi. Questo fenomeno è denominato "ipercarsismo geotermico".

## Flora

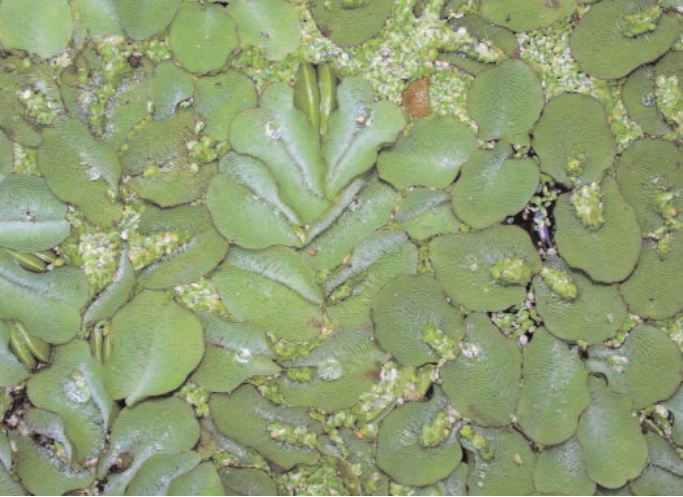
Salvinia molesta fotografata nel laghetto del Pozzo del Merro

La vegetazione naturale vicino al pozzo è costituita da una fitta boscaglia termofila formata da querce, terebinto, siliquastro, viburno-tino, fillirea, e anche da svariate specie di orchidee. La presenza più interessante è quella dello storace, una pianta arbustiva che in Italia cresce solo presso i Monti Cornicolani e nei vicini Monti Lucretili e Tiburtini.
Un'altra grande caratteristica della voragine è la folta vegetazione che riveste le pareti della cavità, costituita per la maggior parte da piante sempreverdi come il leccio e l'alloro. Nel sottobosco sono abbondantemente presenti i ciclamini, il pungitopo e l'edera. Nella parte più bassa della cavità, a ridosso dello specchio d'acqua, si trovano svariate specie di felci ed esemplari di fico e sambuco.
La superficie del lago era in passato ricoperta da un tappeto di lenticchia d'acqua, poi estinta a causa di un'invasiva specie di felce acquatica originaria del Brasile sudorientale: l'erba pesce gigante (Salvinia molesta). Questa pianta è famosa per la sua invasività nei tropici del mondo e in Italia la sua presenza è stata segnalata inizialmente nel Fosso di San Giuliano Terme in Toscana e successivamente nello stesso Pozzo del Merro, esattamente nell'agosto del 2003. La pianta produce pesanti squilibri nell'ecosistema, come la sottrazione della luce e la diminuzione d'ossigeno. La sua introduzione nel laghetto è stata molto probabilmente causata dall'uomo, a seguito della liberazione nel pozzo di una tartaruga americana (anch'essa osservata nelle acque del Merro) insieme al contenuto dell'acquario che la ospitava. Il 13 marzo 2009 è stato condotto un intervento di bonifica volto all'asportazione di questa felce da parte del Servizio Ambiente della Provincia di Roma, con l'ausilio del Nucleo Sommozzatori dei Vigili del Fuoco di Roma.

## Fauna

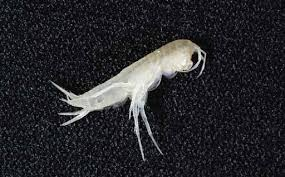
Niphargus cornicolanus

Il Pozzo del Merro risulta essere interessante anche dal punto di vista faunistico, in particolare erpetologico. All'interno del laghetto vivono popolazioni di tritone punteggiato e di tritone crestato italiano; d'interesse è anche la rana appenninica. Tutte queste specie sono protette dalla regione Lazio.
All'interno della dolina si possono osservare anche varie specie di uccelli, rettili e mammiferi.
Le sorprese maggiori a livello faunistico si trovano soprattutto nella parte sommersa: a circa 70 m dalla superficie sono stati ritrovati vari esemplari di crostacei anfipodi, uno dei quali è risultato essere una nuova specie ancora non conosciuta, descritta nel 2005 da Valentina Iannilli e da Augusto Vigna Taglianti come Niphargus cornicolanus.
Nel pozzo è stata ripescata dai sommozzatori una tartaruga palustre americana, probabilmente abbandonata da ignoti assieme al contenuto del suo acquario, che ha causato poi l'introduzione dell'invasiva Salvinia molesta.